# Heinz Wirtz (Fußballspieler)
Heinz Wirtz (* 10. November 1953 in Ameln) ist ein ehemaliger deutscher Fußballspieler.

## Karriere
Wirtz spielte von 1979 bis 1981 mit Fortuna Düsseldorf in der Bundesliga. Er absolvierte 34 Spiele, danach wechselte er in die USA. Dort spielte er in der North American Soccer League und der Major Indoor Soccer League. Seine Stationen waren Washington Diplomats, Baltimore Blast und Chicago Sting.